# 森久保・朴のポケ声ナイト!
森久保・朴のポケ声ナイト!（もりくぼ・ぱくのぽけごえないと!）は、2005年4月から声優の森久保祥太郎と、舞台俳優であり声優の朴璐美の2人をパーソナリティに据えて放送していたラジオ番組（森久保は2006年10月1日放送分で卒業。朴は「留年」とのこと）。
JOYSOUNDの携帯サイト「ポケ声&ポケ音」と連動しており、番組内にはサイトのコンテンツと連動したコーナーもある。番組初のゲストは伊藤健太郎（2005年11月20日放送）。
番組投稿者には様々な香りがするストラップ（全三種）を全員にプレゼントしており、シーラカンスのイラストも募集していた。
2006年10月8日より「朴璐美・宮野真守のポケ声ファイト!」となった。

## 放送局・時間
- 文化放送：毎週日曜日 25:00 - 25:30
- ラジオ大阪：毎週日曜日 25:30 - 26:00（2005年4月より）

## パーソナリティ
- 森久保祥太郎
- 朴璐美

## コーナー
- ポケおた
- voice for you
- ポケ声劇場 ポケットの中のセイ春!